# Valle Mosso
Valle Mosso là một đô thị ở tỉnh Biella vùng Piedmont của nước Ý, có vị trí cách khoảng 70 km về phía đông bắc của of Torino và khoảng 9 km về phía đông bắc của of Biella. Tại thời điểm ngày 31 tháng 12 năm 2004, đô thị này có dân số 3.965 người và diện tích là 8,9 km².
Valle Mosso giáp các đô thị: Bioglio, Campiglia Cervo, Mosso, Pettinengo, Piedicavallo, Strona, Trivero, Vallanzengo, Valle San Nicolao, Veglio.